# Île du Roi-George
Ne doit pas être confondu avec Îles du Roi Georges ou Île Georges.

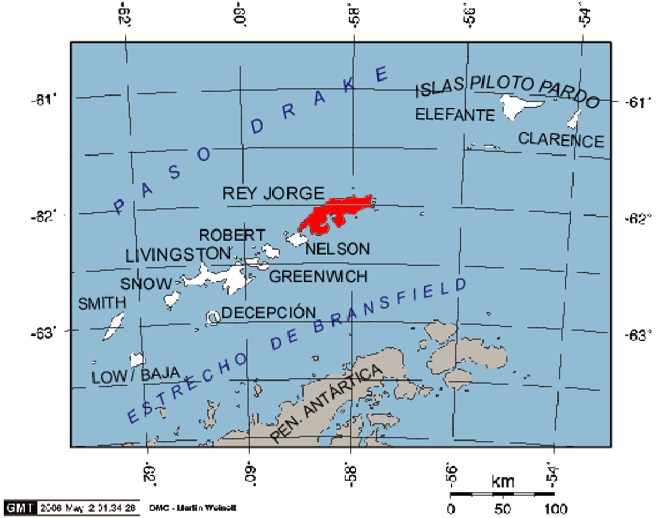
Carte de l'archipel

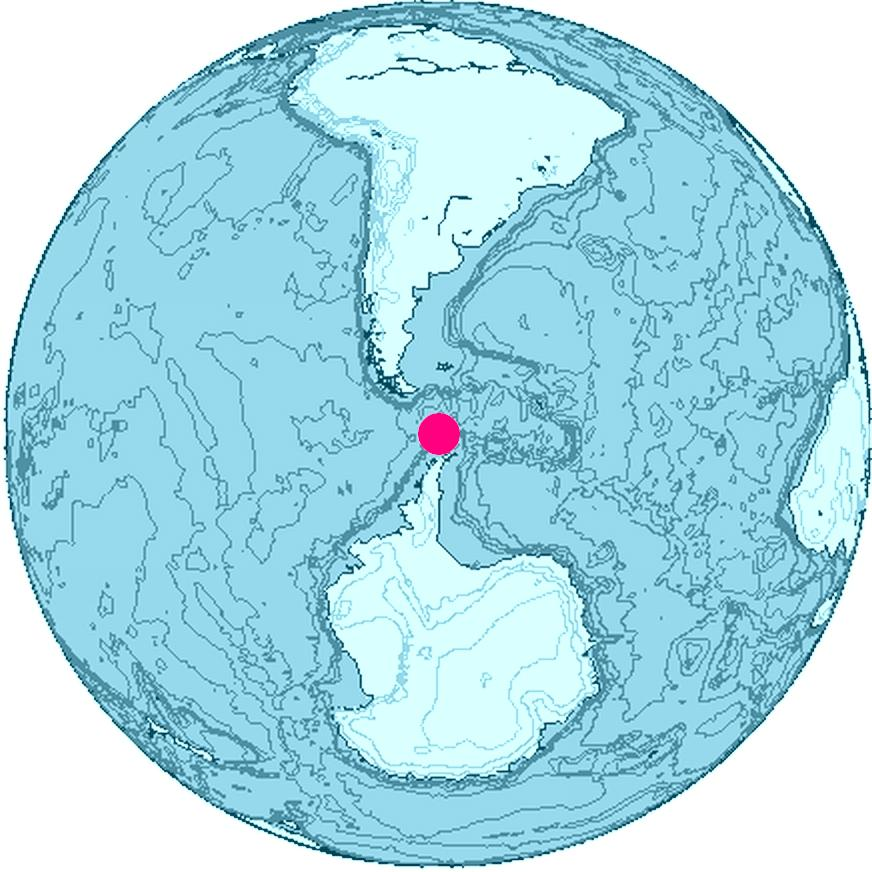
Localisation de l'île

L'île du Roi-George est la plus grande île de l'archipel des Shetland du Sud. Elle est située dans l'océan Atlantique sud, entre l'Amérique du Sud et l'Antarctique, à environ 120 kilomètres de la péninsule Antarctique. L'île est traversée par le 62e parallèle sud.

## Histoire
L'île est vue pour la première fois par le commandant  William Smith en 1819 alors qu'il naviguait sur  le Williams entre Buenos Aires et Valparaíso. Elle reçoit le nom de George III, roi du Royaume-Uni de Grande-Bretagne et d'Irlande et roi de Hanovre, mort l'année suivante. L'emploi d'un trait d'union en français n'a pas de justification orthographique, il permet de distinguer l'île d'autres îles homonymes. 

## Géographie
C'est l'une des îles de l'Antarctique les plus proches de l'Amérique du Sud (840 kilomètres) ; elle est à seulement 120 kilomètres de la péninsule Antarctique. 
L'île est longue d'environ 75 kilomètres, sur un axe sud-ouest–nord-est. Au sud-ouest, seul un bras de mer large de 400 mètres la sépare de l'île Nelson. Seules de petites zones côtières, principalement sur la péninsule Fildes ou dans la baie de l'Amirauté ne sont pas recouvertes de glaces permanentes. Son climat est cependant l'un des plus doux de l'Antarctique, ce qui a incité de nombreux pays à installer sur son sol des stations scientifiques.
Si l'île n'a pas de population autochtone, elle abrite des scientifiques dont certains vivent avec leur famille. Depuis ces dernières années, elle s'est ouverte au tourisme austral, devenant une escale des quelques paquebots fréquentant la zone pendant l'été austral.

### Glaciers
- Eldred Glacier (en)
- Goetel Glacier (en)[1]
- Noble Glacier (en)
- Poetry Glacier (en)

### Aéroport
L'aéroport Teniente R. Marsh est le seul du continent antarctique à desservir à la fois scientifiques et touristes. En été austral, il assure des vols avec Punta Arenas au Chili.

### Bases scientifiques
- Péninsule Fildes
  - Base russe Bellingshausen (1968)
  - Base uruguayenne Artigas (1984)
  - Base chinoise Cheng Chang/Grande Muraille (1985)
  - Base chilienne Profesor Julio Escudero (1994)
  - Base chilienne Presidente Eduardo Frei Montalva avec Villa Las Estrellas
- Baie de l'Amirauté
  - Base brésilienne Comandante Ferraz (péninsule Keller)
  - Base péruvienne Machu Picchu (anse MacKellar)
  - Base polonaise Henryk Arctowski (pointe Thomas)
- Autres localisations côtières
  - Base coréenne antarctique King Sejong (depuis 1988, péninsule de Barton)
  - Base argentine Jubany (1953, péninsule de Potter), rebaptisée base Carlini en 2012

## Protection
Six zones spécialement protégées de l'Antarctique (ZSPA ou ASPA en anglais) ont été délimitées sur l'île :
- Péninsule Fides (ZSPA/ASPA-128)
- Péninsule de Potter (en) (ZSPA/ASPA-132)
- Rives occidentales de la baie de l'Amirauté (ZSPA/ASPA-125)
- Île Ardley dans la baie de Maxwell (en) (ZSPA/ASPA-150)
- Lions Rump à l'entrée de la baie du roi George (en) (ZSPA/ASPA-151)
- Narębski Point (en) sur la péninsule de Barton (en) (ZSPA/ASPA-171)

## Gestion
La baie de l'Amirauté est une zone gérée spéciale de l'Antarctique (ZGSA-1) du fait de ses valeurs écologiques, historiques, scientifiques et esthétiques exceptionnelles.

## Souveraineté
L'île est appelée « King George » par les Britanniques et la communauté internationale, «Isla 25 de Mayo » (île du 25 mai) par les Argentins et «Ватерлoо остров » (île Waterloo) par les Russes.
Le Royaume-Uni la considère comme faisant partie du Territoire britannique de l'Antarctique, les Argentins de l'Antarctique argentin et le Chili du Territoire chilien de l'Antarctique. Les États-Unis et la Russie se réservent le droit de la revendiquer. Ces revendications sont gelées par le traité de l'Antarctique.

## Homonymie
- L'île est souvent confondue avec l'île George des Malouines, 48 fois plus petite en superficie.

- Les îles du roi Georges se situent en Polynésie (il s'agit également de George III, roi de Grande-Bretagne et d'Irlande dont le prénom a été francisé).

- Dans le havre d'Halifax en Nouvelle-Écosse se trouve l'île Georges.